# Cultura de Sri Lanka

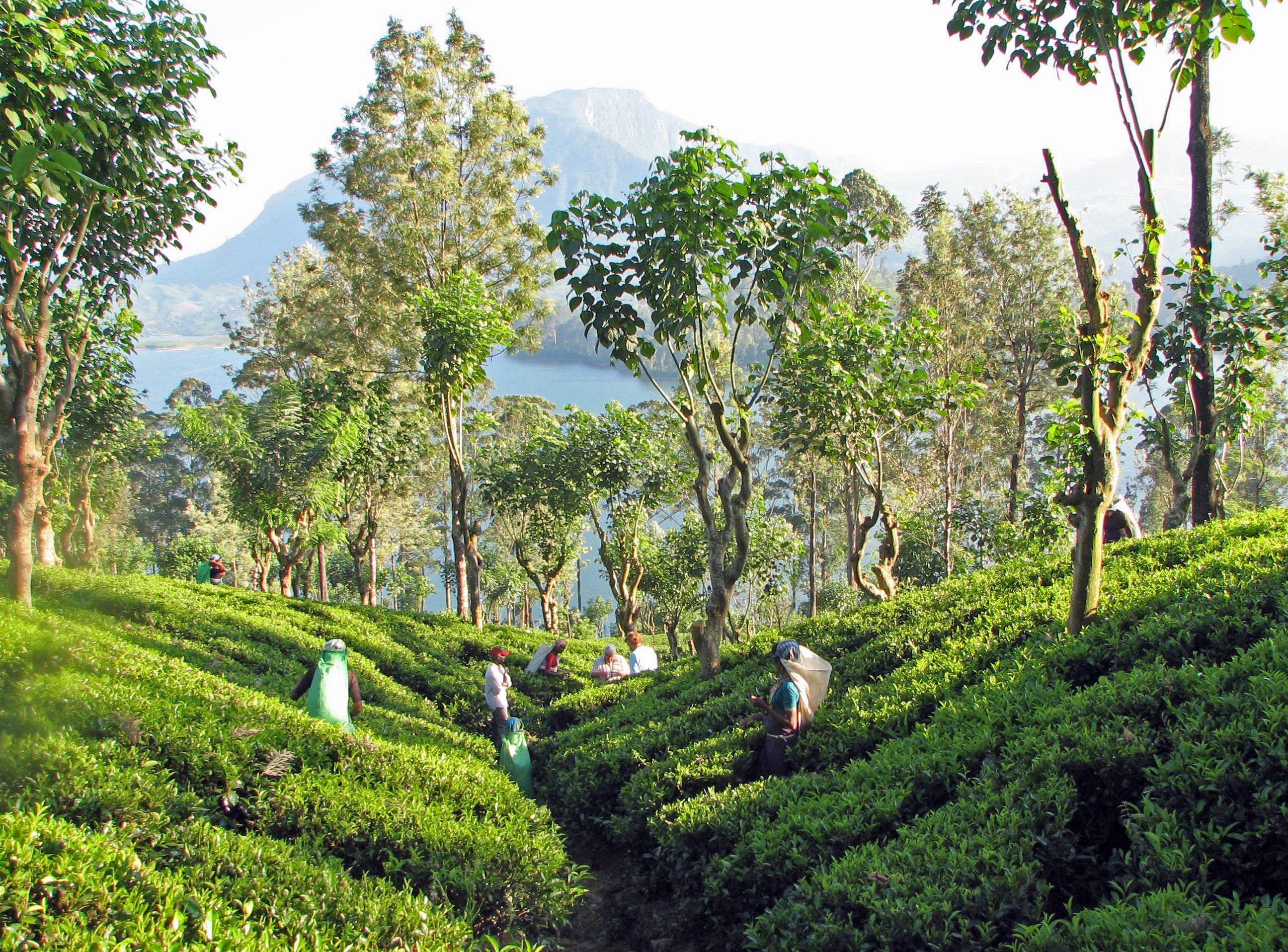
Plantación de té cerca de Kandy.

La cultura de Sri Lanka ha recibido el aporte e influencia de numerosas vertientes, pero aun así ha podido retener muchos de sus aspectos más antiguos y ricos. Elementos que han contribuido a moldearla son el rico pasado de Sri Lanka, su diversidad y sus creencias religiosas. El país posee una importante tradición artística, que abarca la música, la danza, y las artes visuales. El estilo de vida de Sri Lanka se refleja en su gastronomía, festivales, y deportes. Las influencias de la cultura de las zonas del sur de la India son fáciles de detectar en numerosos aspectos. Existen también algunas influencias de los sucesivos períodos de ocupación colonial portugués, neerlandés, y británico. La cultura de Sri Lanka es conocida en el extranjero por el cricket, la gastronomía, y las exportaciones culturales tales como el té.

## Religión
En Sri Lanka, la religión desempeña un papel muy destacado; el resurgimiento del budismo se ha asociado con el auge del nacionalismo cingalés. Hoy Kandy es el epicentro cultural del país.
El budismo ha sido la influencia más grande moleando el patrimonio cultural de Sri Lanka. Además, mucha de la cultura de la India del sur también ha hecho incursiones en la tela social de la isla. Los europeos, particularmente holandeses y los británicos que colonizaron la isla, agregaron sus propias características culturales creando una mezcla única que se refleja en la arquitectura, la escultura, las pinturas, las danzas, el teatro, la gastronomía, etc.
En líneas generales no debemos olvidar que en Sri Lanka existe una mezcla de religiones y de grupos étnicos: el pueblo cingalés, budistas y que hablan en cingalés; el pueblo tamil, principalmente hindúes y que, al igual que los musulmanes, hablan el tamil; y por último los cristianos; algunos hablan cingalés e algunos hablan tamil.

## Arte, arquitectura y arqueología
La arquitectura, la escultura y la pintura clásicas de la isla llevan la marca budista. Hay varias esculturas budistas exquisitas, especialmente en Aukana y Buduruvagala. Anuradhapura y Polonnaruwa atesoran la herencia arqueológica de Sri Lanka. Las fortalezas holandesas, las iglesias, las residencias británicas, los clubes y los palacios de justicia son reminiscencia de la era colonial. La ciudad de Galle presenta los monumentos coloniales más finos del país. Las tallas en madera, tejidos, piezas de cerámica y trabajos metalúrgicos muestran la delicadeza artística de Sri Lanka. Sri Lanka es también conocida por sus gemas las cuales labran y elaboran de una manera exquisita siendo su comercio una de las mayores fuentes económicas del país.

## Danzas y drama
El baile cingalés es parecido al indio pero en él se requiere más habilidad para realizar acrobacias, y además, está cargado de un fuerte simbolismo con el que se pretende narrar una historia. El teatro combina el baile y el drama, y frecuentemente está acompañado de sonidos de tambores. Colombo y Ambalangoda son los centros de los rituales exorcistas del "diablo que baila". El teatro popular es una mezcla rica de la danza, de los rituales enmascarados del drama, el teclear y del exorcismo.

## Gastronomía
El plato básico de la cocina de Sri Lanka es el arroz con curry, siendo éste a menudo acompañado por raciones más pequeñas de carne y pollo, verdura o pescado. El curry contiene chili, canela, jengibre, azafrán y otras especias y suele ser bastante picante.
En toda la costa hay un delicioso pescado y marisco y también preparan platos indios tales como thali y biriyani vegetarianos. Un bocado único de Sri Lanka son las tolvas que se sirven con huevo o miel y yogur. El té es la bebida favorita.

## Festivales y fiestas
Los sábados y domingos son fiesta en Sri Lanka, pero además de estos días también son festivos los de luna llena. En estos días, todos los lugares de diversión están cerrados y no se venden licores en ningún sitio.
La mayoría de las festividades son de carácter religioso. La procesión anual al templo de la Antorcha, denominada Perahara, en la que participan elefantes adornados y cientos de bailarines, atrae a miles de devotos. Se celebra anualmente cada febrero en Colombo. También en febrero se celebra el día Independencia de Sri Lanka, el día 4, y se caracteriza por su gran pompa de desfiles y por la variedad de juegos nacionales.
Existen también numerosas peregrinaciones religiosas, entre las que destaca la que se dirige al monte Adán, y que se celebra en marzo. Se cree que en la cima de esta cumbre se encuentra una huella de Buda.
En abril los cingaleses y los tamiles celebran la entrada del Nuevo Año, marcado por el paso del Sol de Piscis a Aries. Durante esos días se realizan juegos tradicionales, como luchas de almohadas, y se preparan comidas especiales y golosinas típicas del país.
En julio, durante la estación de la fruta, podremos se celebra la fiesta de Kataragamaque en ese mes se convierte en el destino de una enorme peregrinación tanto de budistas como de hindúes en un ritual dedicado al dios Skanda.
En agosto la reliquia del diente del Buddha (creencia arraigada de que es un diente real de Buddha) se lleva dentro un cubículo sagrado alrededor de la ciudad durante este ritual. Solamente a un sacerdote especialmente entrenado se le confía la tarea de llevar la reliquia del diente. Se celebra en Kandy y las celebraciones duran dos semanas.
En octubre, en Colombo, se sueltan cientos de cometas al cielo en la Fiesta de la Cometa.
En noviembre se celebra la fiesta de las luces Deepavali por los hindúes, que adornan sus casas con lámparas de aceite, dando así la bienvenida al dios de la riqueza y de la fortuna, Rāma.